# Stahlnetz: Mordfall Oberhausen
 Mordfall Oberhausen ist der 1. Kriminalfilm der Fernsehreihe Stahlnetz. Die deutsche Erstausstrahlung erfolgte am 14. März 1958 im Ersten Programm der ARD.

## Handlung
In einem Karlsruher Lokal wird ein Gast durch Schüsse getötet, ein weiterer schwer verletzt. Die Zeugenaussagen widersprechen sich, insbesondere das Ehepaar Kruse fällt mit lückenhaften Erinnerungen an die Tat auf. Der Schütze habe zwar bei ihnen am Tisch gesessen, gekannt habe ihn aber niemand. Kommissar Mattern nimmt das Ehepaar samt Tochter in Untersuchungshaft. Während Erwin Kruse am nächsten Vormittag vernommen wird, stellt sich heraus, dass Kruses neben einer Tochter auch den Sohn Ludwig haben. Nach diesem wird nun als Täter gefahndet, allerdings erfolglos.
Schließlich stellt sich heraus, dass Kruse gemeinsam mit dem vorbestraften Erwin Haller auf der Flucht ist. In Oberhausen handeln inzwischen beide mit Teppichen. Als sie Passbilder für einen Führerschein machen lassen und der Mitarbeiterin des Fotohändlers Selhof einen Teppich verkaufen wollen, schöpft dieser Verdacht, da beide mit dem Auto vorgefahren sind. Selhof verständigt die Polizei und Kommissar Krone kann Haller am nächsten Tag festnehmen, als dieser mit dem Teppich erscheint und seine Passfotos abholen will. Bei der Vernehmung behauptet Haller, seinen Begleiter zufällig kennengelernt zu haben und dessen Namen nicht zu wissen. Krone lässt ihn gehen und liest wenig später den Fahndungsaufruf der Karlsruher Kollegen. Er weiß nun, wen er hat laufen lassen. Kurze Zeit später kann Haller in seiner Wohnung verhaftet werden, ebenso wie Kruse, der im gleichen Haus beim Hausverwalter Kleine Unterschlupf gefunden hat. Kruse gesteht die ihm zur Last gelegten Taten.

## Sonstiges
Die erste Folge der Sendereihe ist mit 35 Minuten Laufzeit gleichzeitig auch die kürzeste. Der tatsächliche Fall ereignete sich am 2. November 1957 in Karlsruhe. Unterlagen für das Drehbuch wurden von der Kriminalpolizei in Karlsruhe und Oberhausen zur Verfügung gestellt.
Weder im Vor- noch im Abspann wird der Titel der Folge genannt. In den damaligen Programmzeitschriften wurde sie unter dem Titel Der Polizeibericht meldet … angekündigt. Diese Serie, ebenfalls von Jürgen Roland aus der Taufe gehoben, lief von 1951 bis 1958. Unklar ist, weshalb die Folge „Mordfall Oberhausen“ heißt, da die Tat in Karlsruhe begangen wurde.
Gerda Gmelin wird hier unter ihrem bürgerlichen Namen Gerda Masuth geführt. 